# Молијерес (Торино)
Молијерес је насеље у Италији у округу Торино, региону Пијемонт.
Према процени из 2011. у насељу је живело 59 становника. Насеље се налази на надморској висини од 1369 м.